# Бахлул Мустафазаде
Бахлул Елемдар огли Мустафазаде (азерб. Bəhlul Ələmdar oğlu Mustafazadə, нар. 27 лютого 1997, Баку, Азербайджан) — азербайджанський футболіст, захисник клубу «Карабах» та національної збірної Азербайджану.

## Клубна кар'єра
Бахлул Мустафазаде народився у Баку. Футболом почав займатися у футбольній школі клубу «Габала». У 2016 році підписав з клубом професійний контракт. Але в перший сезон Мустафазаде так і не вийшов у складі першої команди. Наступний сезон він провів в оренді у клубі «Сумгаїт». Влітку 2018 року футболіст повернувся до «Габали», з якою у наступному сезоні виграв національний кубок.
Влітку 2019 року Мустафазаде підписав трирічний контракт з клубом «Сабах».
Влітку 2021 року Мустафазаде був на перегляді у клубі з ОАЕ «Аль-Айн». Але дійти згоди так і не вдалося і футболіст повернувся до Азербайджану, де приєднався до клуб «Карабах», уклавши з клубом трирічну угоду.

## Збірна
Бахлул Мустафазаде виступав за юнацькі та молодіжну збірні Азербайджану. У вересні 2019 року у матчі відбору до Євро - 2020 проти команди Уельсу Мустафазаде дебютував у національній збірній Азербайджану.

## Досягнення
- Чемпіон Азербайджану (4):

«Карабах»: 2021-22, 2022-23, 2023-24, 2024-25
- Володар Кубка Азербайджану (3):

«Габала»: 2018-19
«Карабах»: 2021-22, 2023-24